# U-2 (1935)
| U-2                        | U-2                                                | U-2                                                |
| -------------------------- | -------------------------------------------------- | -------------------------------------------------- |
|                            |                                                    |                                                    |
|                            |                                                    |                                                    |
|                            |                                                    |                                                    |
| Під прапором               | Третій рейх                                        | Третій рейх                                        |
| Порт приписки              | Кіль Вільгельмсгафен                               | Кіль Вільгельмсгафен                               |
| Спуск на воду              | 1 липня 1935                                       | 1 липня 1935                                       |
| Виведений зі складу флоту  | 8 квітня 1944                                      | 8 квітня 1944                                      |
| Сучасний статус            | затонув після зіткнення з траулером                | затонув після зіткнення з траулером                |
| Проєкт                     |                                                    |                                                    |
| Тип ПЧ                     | Малий ДПЧ                                          | Малий ДПЧ                                          |
| Основні характеристики     |                                                    |                                                    |
| Швидкість (надводна)       | 13 вузлів                                          | 13 вузлів                                          |
| Швидкість (підводна)       | 6,9 вузла                                          | 6,9 вузла                                          |
| Гранична глибина занурення | 120 м                                              | 120 м                                              |
| Екіпаж                     | 25 осіб                                            | 25 осіб                                            |
| Розміри                    |                                                    |                                                    |
| Довжина найбільша (по КВЛ) | 40,9 м                                             | 40,9 м                                             |
| Ширина корпусу найб.       | 4,08 м                                             | 4,08 м                                             |
| Висота                     | 8,6 м                                              | 8,6 м                                              |
| Середня осадка (по КВЛ)    | 3,83 м                                             | 3,83 м                                             |
| Водотоннажність надводна   | 254 т                                              | 254 т                                              |
| Озброєння                  |                                                    |                                                    |
| Артилерія                  | 1 × 2 cm/65 C/30 (1000 снарядів)                   | 1 × 2 cm/65 C/30 (1000 снарядів)                   |
| Торпедно- мінне озброєння  | 3 TA 5 торпед або 18 мін (за іншими даними ТМА 12) | 3 TA 5 торпед або 18 мін (за іншими даними ТМА 12) |

U-2 — німецький підводний човен типу IIA часів Другої світової війни, один з перших, побудованих після скасування Версальського договору. Закладений 11 лютого 1935 року в Кілі, увійшов до складу флоту 27 липня того ж року. З моменту спуску на воду був зарахований до школи підводників. З 1 липня 1940 року — у складі 21-ї навчальної флотилії підводних човнів. Першим командиром човна був оберлейтенант-цур-зее Герман Міхагеллес.

## Командири
У числі командирів U-2 на світанку своєї кар'єри були відомі командири-підводники Генріх Лібе і Герберт Шульце, що входять до десятки результативності німецьких підводників «Aces of the Deep».
- Оберлейтенант-цур-зее Герман Міхаеллес (25 липня 1935 — 30 вересня 1936)
- Капітан-лейтенант Генріх Лібе (1 жовтня 1936 — 31 січня 1938)
- Оберлейтенант-цур-зее Герберт Шульце (30 січня 1938 — 16 березня 1939)
- Капітан-лейтенант Гельмут Розенбаум (17 березня 1939 — 5 серпня 1940)
- Оберлейтенант-цур-зее Ганс Гайдтманн (7 липня — 5 серпня 1940)
- Капітан-лейтенант  Георг фон Віламовіц-Меллендорф (6 серпня 1940 — жовтень 1941)
- Лейтенант-цур-зее Карл Кельцер (жовтень 1941 — 15 травня 42)
- Оберлейтенант-цур-зее Вернер Швафф (16 травня 1942 — 19 листопада 1942)
- Оберлейтенант-цур-зее Гельмут Герглоц (20 листопада 1942 — 12 грудня 1943)
- Оберлейтенант-цур-зее Вольфганг Шварцкопф (13 грудня 1943 — 8 серпня 1944)

## Атаки на човен
5 квітня 1940 року в Північному морі британський підводний човен «Юніті» вистрілив двома торпедами по U-2, але промахнувся.
10 квітня 1940 в 18:21 човен був безуспішно атакований британським бомбардувальником «Веллінгтон».

## Загибель
8 квітня 1944 року човен зіткнувся з німецьким паровим траулером Helmi Söhle західніше Піллау за координатами 54°48′ пн. ш. 19°55′ сх. д. / 54.800° пн. ш. 19.917° сх. д. і затонув. Сімнадцять членів екіпажу загинули, вісімнадцять — були врятовані. Наступного дня уламки човна були підняті і відправлені в металобрухт.